# Glade (Kansas)
Pour les articles homonymes, voir Glade.
Glade est une ville américaine située dans le comté de Phillips, au Kansas. Selon le recensement de 2020, sa population est de 52 habitants.